# Roze lijnbladroller
De roze lijnbladroller (Celypha rosaceana), is een vlinder uit de familie Tortricidae, de bladrollers. De spanwijdte van de vlinder bedraagt tussen de 15 en 19 millimeter. Kenmerkend voor deze soort is een rozige beschubbing van de voorvleugel.

## Waardplanten
De roze lijnbladroller heeft paardenbloem en melkdistels als waardplanten.

## Voorkomen in Nederland en België
De roze lijnbladroller is in Nederland en in België een zeer zeldzame soort. De weinige waarnemingen komen in België uit West-Vlaanderen en Luxemburg en in Nederland uit het zuidwesten van Zuid-Holland en van de Waddeneilanden. De soort vliegt van juni tot september.